# Joppa kriechbaumeri
Joppa kriechbaumeri är en stekelart som först beskrevs av Szepligeti 1900.  Joppa kriechbaumeri ingår i släktet Joppa och familjen brokparasitsteklar. Inga underarter finns listade i Catalogue of Life.